# モンカリエーリ
モンカリエーリ（伊: Moncalieri）は、イタリア共和国ピエモンテ州トリノ県にある、人口約57,000人の基礎自治体（コムーネ）。

## 地理

### 位置・広がり

#### 隣接コムーネ
隣接するコムーネは以下の通り。
- カンビアーノ
- カリニャーノ
- ラ・ロッジャ
- ニケリーノ
- ペチェット・トリネーゼ
- トリーノ
- トロファレッロ
- ヴィッラステッローネ
- ヴィノーヴォ

## 社会

### 経済・産業
おもに自動車のデザイン会社として知られるイタルデザイン・ジウジアーロは、当地に本社を置く。

## 観光
- モンカリエーリ城（it:Castello di Moncalieri）：ユネスコ世界遺産サヴォイア王家の王宮群の一部として指定されている。元々の中世の古城を、徐々に拡張する形で発展。アンドレア・コスタグータ及びアメデオ・ディ・カステラモンテの設計した塔も現存。カルロ・ディ・カステラモンテも参加し、その後徐々に拡張された。

## 行政

### 分離集落
モンカリエーリには、以下の分離集落（フラツィオーネ）がある。
- Barauda, Bauducchi, Boccia d'Oro, Borgata Palera, Borgata Santa Maria, Borgo Aje, Borgo Mercato, Borgo Navile, Borgo San Pietro, Borgo Vittoria, La Gorra, La Rotta, Moriondo, Revigliasco, Rossi, San Bartolomeo, Sanda-Vadò, Tagliaferro, Testona, Tetti Piatti, Tetti Rolle, Tetti Sapini, Regione Carpice, Borgata Nasi

## 姉妹都市
- バーデン･バーデン（ドイツ連邦共和国 バーデン･ヴュルテンベルク州）
- アルジールポリ（ギリシャ共和国 アッティカ地方）